# إدا وكيلال (آيت وسيف وتلامت)
إدا وكيلال هو دُوَّار يقع بجماعة إدا وڭيلال، إقليم تارودانت، جهة سوس ماسة في المملكة المغربية. ينتمي الدوّار لمشيخة آيت وسيف وتلامت التي تضم 27 دوار. يقدر عدد سكانه بـ 719 نسمة حسب الإحصاء الرسمي للسكان والسكنى لسنة 2004.

## روابط خارجية
- البوابة الوطنية للجماعات الترابية
- المندوبية السامية للتخطيط